# Linda Moore
Linda Moore (ur. 24 lutego 1954 w Vancouver) – kanadyjska curlerka, mistrzyni świata, dziennikarka sportowa.

## Kariera zawodowa
Moore reprezentowała klub North Shore Winter Club z North Vancouver. W 1984 Moore jako trzecia w zespole Lindsay Sparkes wygrała mistrzostwa Kolumbii Brytyjskiej i brała udział w Scott Tournament of Hearts 1984. Jej drużyna awansowała do fazy play-off i zajęła 3. miejsce, przegrywając 4:5 półfinał przeciwko Manitobie (Connie Laliberte).
W 1985 to Linda Moore była skipem zespołu, który obronił tytuł mistrzyń prowincji. Kolumbia Brytyjska w fazie grupowej Mistrzostw Kanady 1985 nie przegrała żadnego z 10 meczów i bezpośrednio awansowała do finału. W rozstrzygającym spotkaniu Moore pokonała Nową Fundlandię i Labrador (Sue Anne Bartlett) 13:7 i stała się kapitanem reprezentacji Kanady na Mistrzostwa Świata 1985. Round Robin na mundialu Kanadyjki zakończyły bilansem 7 wygranych i 2 porażek i awansowały do dalszej rywalizacji. W półfinale zespół Moore zwyciężył 6:4 nad Szwedkami (Inga Arfwidsson). Kanadyjki zdobyły złote medale po pokonaniu w finale 5:2 Szkotek (Isobel Torrance Junior).
W kolejnych mistrzostwach kraju po raz pierwszy wprowadzono zasadę, że obrończynie tytułu grają automatycznie w mistrzostwach jako Team Canada z pominięciem szczebla prowincjonalnego. Drużyna z North Vancouver z bilansem 10-1 awansowała do półfinału, gdzie ponownie pokonała Sue Anne Bartlett. W finale Linda Moore po raz drugi na tych zawodach została pokonana przez Ontario (Marilyn Darte).
Po 56 latach przerwy podczas Zimowych Igrzysk Olimpijskich 1988 rozegrano turniej curlingu – jako dyscypliny pokazowej. Pod koniec 1987 Linda Moore zwyciężyła w Canadian Olympic Curling Trials i reprezentowała swój kraj na tej imprezie. Kanadyjki, będące również gospodyniami, zdobyły złote medale, pokonując w półfinale 6:5 Norweżki (Trine Trulsen) i w finale 7:5 Szwedki (Elisabeth Högström).
Od 1989 Linda Moore jest komentatorką curlingu w stacji TSN, tworzy zespół z Vikiem Rauterem i Rayem Turnbullem. W 1990 zespół Lindy Moore z 1985 włączono do BC Sports Hall of Fame and Museum.

## Drużyna
|           | Czwarta         | Trzecia         | Druga        | Otwierająca   |
| --------- | --------------- | --------------- | ------------ | ------------- |
| 1987/1988 | Linda Moore     | Lindsay Sparkes | Debbie Jones | Penny Ryan    |
| 1984/1986 | Linda Moore     | Lindsay Sparkes | Debbie Jones | Laurie Carney |
| 1983/1984 | Lindsay Sparkes | Linda Moore     | Debbie Orr   | Laurie Carney |